# Ralph Brooke
Ralph Brooke, Esquire (1553 – 1625. október 15.) angol heraldikus, genealógus.

## Élete
Régi Cheshire-i családból származott. A nevét ismeretlen okból Brooksmouthról Brookera változtatta. Valószínűleg Lord John Cobham (alias Brooke), parlamenti képviselő rokona volt. A felesége Michael Cobb lánya Tomasine volt. 1619-ben a Cobbe család sisakdíszét hercegi koronával egészítette ki.
1564-ben a szabókereskedők iskolájában (Merchant Taylors School) tanult. 1580-1592 közt a Rouge Croix Pursuivant (perszevant) tisztségét töltötte be. 1593-1625 közt York heroldja (York Herald at Arms). 1597 októberében Camdent nevezték ki helyette Clarenceux címerkirályává. A College of Arms tagjai között közismert volt összeférhetetlen és gyűlölködő természete. Három könyvet írt William Camden ellen. Discovery of Errors, &c. címen, főleg a genealógia és heraldika terén, kritizálta Camden Britannia című művét. Camden ennek hatására a Britannia 1594-es, negyedik kiadásában nagy címertani anyagot gyűjtött össze és vált elismert heraldikai íróvá. Még egy gyűlölködő művet írt Camden ellen. Gúny tárgyává tette a Camden ajánlására Shakespeare apjának adományozott címert is, mondván hogy az nagyon hasonlít Lord Mauley címerére.
A Shakespeare Institute of the University of Birmingham levéltára szerint 1616. december 27-én azzal vádolták William Segar címerkirályt, hogy George Brandon, londoni mészárosnak Aragónia címerét adományozta Brabant címerével négyelve, amin a király rendkívül felháborodott. Kiderült azonban, hogy ezt a címert Ralph Brooksmouth készítette, aki egy alkalmazottat megvesztegetve és a Térdszalagrend címerkirályának hiszékenységét és nemtörődömségét kihasználva 22 arany fejében azt jóváhagyatta és gondoskodott arról, hogy a király szeme elé kerüljön.
Amikor Thomas Howard, Arundel grófja 1621. augusztus 29-én megkapta az Earl Marshal kinevezését és az udvari szervezet megreformálására törekedett, az első kihívás, mellyel szembe kellett néznie Brooke kifogása volt, miszerint nincs joghatósága a Lord High Constable, a lovagi bíróság elnökének a távollétében. Amikor heroldtársait perelte a javadalmazások miatt a Lord Chancellor 1613-as határozatát szándékozta megkérdőjelezni, miszerint ezen ügyeket a kancelláriai bíróságnak kell tárgyalnia. Brooke szerint ez a lovagi bíróságra (Court of Chivalry) tartozik és nyíltan kijelentette, hogy meg fogja dönteni az Earl Marshal és bírósága tekintélyét.
1622-ben a közjogi bíróságon (Court of Common Pleas) beperelte John Philipot [Philpot] (1589 k.-1645), 1618-1624 közt Rouge Dragon perszevantot (Blanch Lyon perszevant – Rouge Dragon p. – Somerset herold – kijelölt Norroy-i címerkirály) és részesedést követelt egyes kivételes állami események javadalmazásából. Az első Henrik, walesi herceg, I. Jakab legidősebb fiának lovagi tornája volt, aki még apja életében meghalt. A másik állami ceremónia, melynek javadalmazásából York heroldjaként részt követelt magának, Erzsébet királynő kegyeltjének a temetése volt.
Reculverben élt és ott is temették el. Az ottani templom déli falán látható volt arcképe is rövid szakállal, heroldi öltözékben, alatta felirattal. Amikor a reculveri templomot 1805-ben lebontották, a portrét Hillborough egyházába vitték, ahonnan később eltűnt.
Heraldikai vonatkozású könyve A catalogue and succession of the kings, princes, dukes, marquesses, earles, and viscounts of this realme… with their armes, wives, and children (1619).

## Művei a British Library katalógusában
- BROOKE, Ralph: A Catalogue and Succession of the Kings, Princes, Dukes, Marquesses, Earles, and Viscounts of this Realme of England, since the Norman Conquest, to this present yeare, 1619, etc. Printed by William Iaggard: [London,] 1619.
- BROOKE, Ralph: [A Catalogue and Succession … to this present yeere 1622, etc. (Second edition.)] [Another edition.] A Discouerie of Errours in the first Edition of the Catalogue of Nobility, published by R. Brooke … 1619. and printed heerewith word for word, according to that edition. With a continuance of the successions, from 1619. vntill this present yeare, 1622. At the end whereof, is annexed a Review of a later edition, by him stolne into the world. 1621. By Augustine Vincent. Printed by William Iaggard: London, 1622
- BROOKE, Ralph: A Discouerie of Certaine Errours published in print in the much commended Britannia [by William Camden]. 1594, etc. (Iohn Leylands new yeeres Gyft, giuen of him to King Henri the .viii. in the .37. yeere of his reigne, concerning his laborious Iorney and search for Englandes antiquities. [London, 1596]
- BROOKE, Ralph: [A Discouerie of Certaine Errours published in print in the much commended Britannia [by William Camden]. 1594, etc. (Iohn Leylands new yeeres Gyft, giuen of him to King Henri the .viii. in the .37. yeere of his reigne, concerning his laborious Iorney and search for Englandes antiquities.)] [Another edition.] To which is added … Mr. Camden’s answer to this book. (A Second Discouerie of Errours … With a reply to Mr. Camden’s apology Ad Lectorem.) [Acképpel.] London : James Woodman, 1723, 1724. A “Second Discouerie” két címlappal rendelkezik, 1724-es, illetve 1723-as évszámmal